# Línia evolutiva de Wurmple
Aquesta línia evolutiva de Pokémon inclou Wurmple, Silcoon, Beautifly, Cascoon i Dustox.

## Wurmple
Wurmple és una de les espècies que apareixen a la franquícia Pokémon. És de tipus bestiola i evoluciona a Silcoon o Cascoon.

## Silcoon
Silcoon és una de les espècies que apareixen a la franquícia Pokémon. És de tipus bestiola. Evoluciona de Wurmple i evoluciona a Beautifly.

## Beautifly
Beautifly és una de les espècies que apareixen a la franquícia Pokémon. És de tipus bestiola i tipus volador. Evoluciona de Silcoon.

## Cascoon
Cascoon és una de les espècies que apareixen a la franquícia Pokémon. És de tipus bestiola. Evoluciona de Wurmple i evoluciona a Dustox.

## Dustox
Dustox és una de les espècies que apareixen a la franquícia Pokémon. És de tipus bestiola i tipus verí. Evoluciona de Cascoon.